# Christoph Bachmann

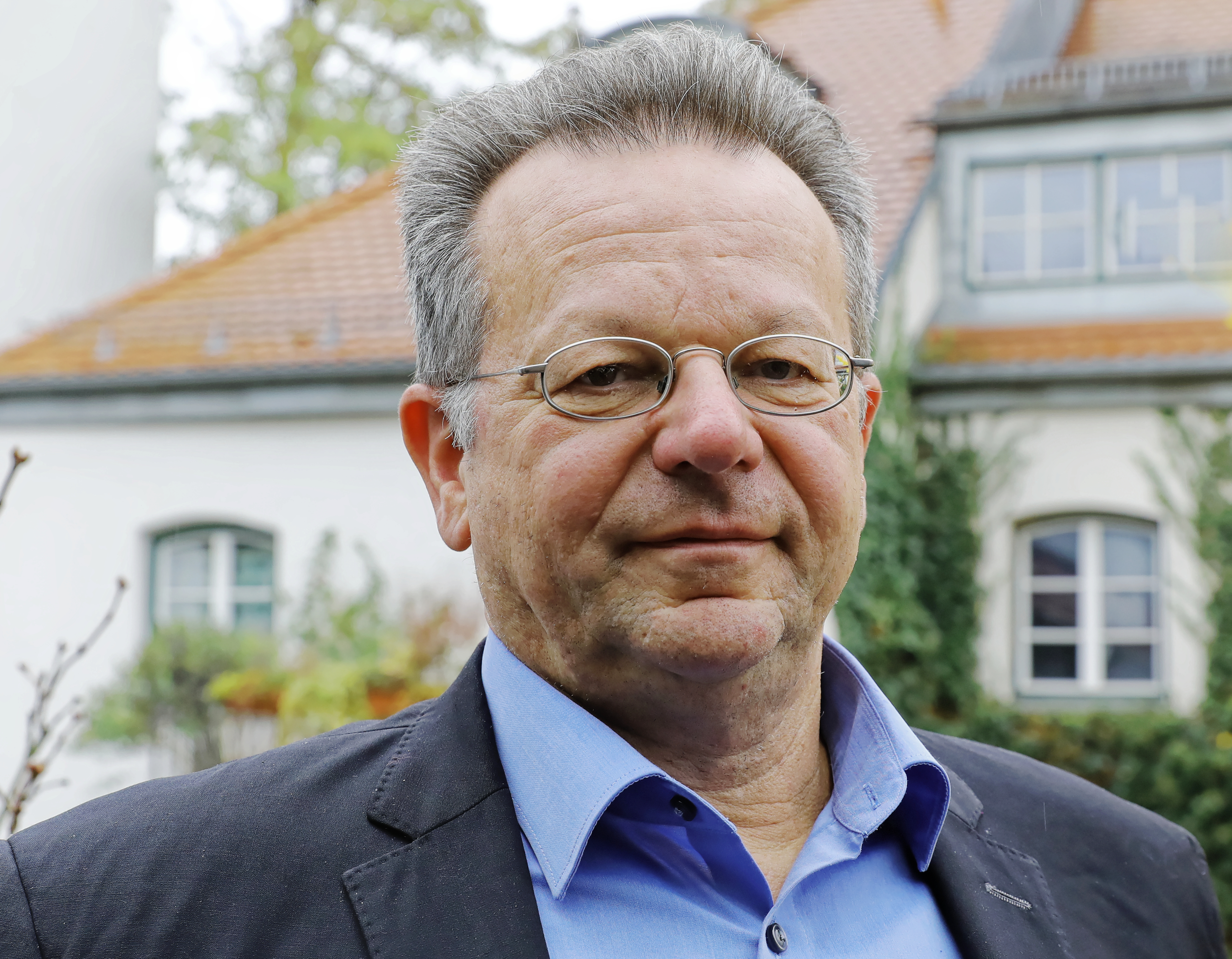
Christoph Bachmann, 2023

Christoph Bachmann (* 2. Juli 1963 in München) ist ein deutscher Historiker, Archivar und Autor. Von 2013 bis 2023 war er Leiter des Staatsarchivs München, bevor er am 27. März 2023 die Leitung des Bayerischen Hauptstaatsarchivs übernommen hat. Seine Hauptthemen als Autor und in der Archiv- und Geschichtswissenschaft sind Sozial- und Rechtsgeschichte.

## Herkunft und Ausbildung
Christoph Bachmann wuchs in München auf, wo er das Albert-Einstein- und das Theresien-Gymnasium besuchte. In letzterem machte er 1983 das Abitur. Danach studierte er an der Ludwig-Maximilians-Universität München Bayerische Geschichte, Musikwissenschaft, Mediävistik und Historische Hilfswissenschaften. 1989 legte er an der LMU das Magisterexamen ab und promovierte anschließend bei Wilhelm Störmer am Institut für Bayerische Geschichte mit dem Thema „Öffnungsrecht und herzogliche Burgenpolitik in Bayern im Spätmittelalter“.

## Beruflicher Werdegang
Nach Ablegung des Magisterexamens mit einer Arbeit über die Entwicklung des herzoglichen Öffnungsrechts arbeitete Bachmann ab 1989 am Bayerischen Hauptstaatsarchiv an der Ausstellung „Jesuiten in Bayern“ und war dort mit der Akquise der Exponate sowie deren Beschreibung im Ausstellungskatalog befasst. Anschließend absolvierte Bachmann von 1991 bis 1993 am Deutschen Museum in München eine Ausbildung zum Museumskonservator und danach ein Referendariat an der Generaldirektion der Staatlichen Archive Bayerns. Ab 1996 war er im Staatsarchiv München tätig, wo er für die Aktenaussonderung bei Justiz und Polizei sowie als Referent für Zeitgeschichte tätig war. Zusätzlich wurde er in die „Interne Arbeitsgruppe zur Abgabe von Digitalen Unterlagen aus der Verwaltung/AG-AdUV“ eingebunden und begleitete die in dieser Zeit einsetzenden Digitalisierungsaktivitäten der bayerischen Archivverwaltung.
Nach seiner Versetzung 2005 an das Bayerische Hauptstaatsarchiv wurde Bachmann 2007 zum Leiter der Abteilung II des Hauptstaatsarchivs berufen, zuständig für die Betreuung des Bereichs „Neuere und neueste Bestände“. Dort kümmerte er sich weiterhin um Born digitals der bayerischen Ministerien, unter anderem des Landwirtschafts- und Justizministeriums, wo er auch in die konzeptionelle Planung zu einem Digitalen Archiv eingebunden war. Er war dort auch maßgeblich an der Einführung eines Digitalen Datenmanagements zur elektronischen Schriftgutverwaltung in den staatlichen bayerischen Archiven beteiligt. Im Februar 2013 übernahm Bachmann die Leitung des Staatsarchivs München und kuratierte quasi zum Einstand die Ausstellung „Schuld und Sühne? – Zur Verfolgung der NS-Verbrechen durch oberbayerische Justizbehörden anhand der Überlieferung im Staatsarchiv München“. Nachdem der Leiter des Bayerischen Hauptstaatsarchivs Bernhard Grau im Jahr 2022 zum Generaldirektor der Staatlichen Archive Bayerns berufen worden war, wechselte Bachmann am 27. März 2023 auf dessen bisheriges Amt.
In seiner Tätigkeit als Archivar, Geschichtswissenschaftler und Autor hat Bachmann verschiedene Präferenzen und Schwerpunkte, die großenteils mit Rechtsgeschichte zu tun haben. Das geht von der Geschichte der Burgen in Bayern im Spätmittelalter, über Agrarrecht und Agrargeschichte, bis hin zur Kriminalgeschichte, in der Bachmann in konkreten Fällen gelegentlich mit Legenden aufräumt, zum Beispiel im Fall des Wilderers Jennerwein, bei dem die Heldengeschichten erst nach seinem Tod im Zuge des Jennerwein-Lieds entstanden sind. Abgesehen vom Urteil existiert keine „einzige archivarische Quelle“ über Jennerwein, wie Bachmann dies unter anderem in einem Fernsehfilm des Bayerischen Rundfunks vom 20. Februar 2021 anhand der vorhandenen Archivquellen dokumentiert.

## Publikationen
Bachmanns Themen in den von ihm verfassten Büchern und seine zahlreichen Aufsätze in Zeitschriften gehen thematisch von der Amorbacher Kellereirechnung von 1340/41 über zahlreiche Publikationen zur Geschichte und zur Rechtsgeschichte der Mühlen, zu Orts- und Häuserchroniken mit dem Schwerpunkt Denkmalschutz, über Beiträge zur juristischen Zeitgeschichte bis hin zu archivfachlichen Abhandlungen. Er gehört zu den Autoren des von der Bayerischen Staatsbibliothek betreuten Historischen Online-Lexikons Bayerns und hat dort ein umfangreiches Kapitel über Kriminalfälle in Bayern im 19./20. Jahrhundert verfasst.

### Monographien
- Christoph Bachmann: Das herzogliche Öffnungsrecht an Burgen in Bayern im Spätmittelalter (Schriftenreihe zur Bayerischen Landesgeschichte 106) München 1997, Beck Verlag, ISBN 978-3-406-10687-3.
- Christoph Bachmann & Karin Dütsch (Hrsg.): Alte Zeiten, raue Sitten. Underdogs in Bayern, München 2014, Volk Verlag, ISBN 978-3-86222-135-6.
- Christoph Bachmann: Schuld und Sühne? Ausstellungskatalog. Zur Verfolgung der NS-Verbrechen durch oberbayerische Justizbehörden anhand der Überlieferung im Staatsarchiv München, Staatliche Archive Bayerns – Kleine Ausstellungen Nr. 40, München 2014, ISBN 978-3-938831-43-4.
- Christoph Bachmann: Es glühen die Felder, die Berge und das Moor. Geschichte der Landwirtschaft in Grassau und Rottau, Grassau 2019, Plenk Verlag, ISBN 978-3-944501-71-0.

### Beiträge (Auszug)

#### Rechtsgeschichte
- Die Justiz im 19./20. Jahrhundert, mit Florian Sepp, in: Historisches Lexikon Bayerns
- Christoph Bachmann: Öffnungsrecht. In: Historisches Lexikon Bayerns. 8. Dezember 2011, abgerufen am 7. November 2021.
- Das Öffnungsrecht. Ius aperturae. In: Deutsche Burgenvereinigung (Hrsg.): Burgen in Mitteleuropa. Band 2. Theiss, Stuttgart 1999, ISBN 3-8062-1355-0, S. 33–38.
- Zur Rechtsgeschichte von Altbaierns Mühlen und Müller, in: Hans-Georg Hermann/Hans-Joachim Hecker (Hrsg.), Recht und Infrastruktur in der Geschichte des bayerischen Oberlands (Rechtskultur Wissenschaft 26), Regensburg 2020, ISBN 978-3-96374-041-1, S. 7–23

#### Agrargeschichte
- Die Landwirtschaft in Tuntenhausen, in: F. Kramer (Hg.), Tuntenhausen. Vom Herrenhof zum Wallfahrtsdorf. Geschichtliche Grundlagen seiner Dorfentwicklung, München 1992, ISBN 978-3-87437-308-1, S. 167–174
- Die Dechelordnung Herzog Wilhelms V. für den Ebersberger Forst vom 19. September 1584, in: Land um den Ebersberger Forst – Beiträge zur Geschichte und Kultur. Jahrbücher des Historischen Vereins Ebersberg 11 (2008), S. 45–52
- Ein Bayer bringt Kolchosen auf Trab. Landwirtschaft im Dritten Reich: “Sonderführer” Georg Sichler baute Höfe in der besetzten Ukraine auf, in: Unser Bayern Nr. 7/8 August 2019, S. 19–24
- Die Amorbacher Kellereirechnung des Konrad Engilhard von 1340/41, in: Beiträge zur Erforschung des Odenwaldes und seiner Randlandschaften VI (1997), S. 83–110

#### Kriminalgeschichte
- Vom Handwerk des Tötens oder von der Ehre der Mörder, in: Christian Schoen, Apfelböck oder Über das Töten. Materialien und Essays zum Fall Apfelböck, zu Bertolt Brecht, zum Töten und zu Bildern vom Töten, München 2005, S. 179–180, ISBN 978-3-936298-51-2.
- Dieter Zlof und die Entführung von Richard Oetker, in Historisches Lexikon Bayerns (22. August 2012),[11]
- Die Münchner Gendarmerie 1798–1898, in: Michael Farin (Hrsg.), Polizeireport München 1799–1999. Katalog zur gleichnamigen Ausstellung, München 2001, S. 12–35, ISBN 978-3-933510-25-9
- Mathias Kneißl, Räuber, Mörder oder Volksheld, in: M. Farin (Hrsg.), Polizeireport München, S. 90–105
- Die Jesuiten in Bayern (Ausstellungskatalog der Staatlichen Archive Bayerns 29) München 1991, 80 Katalogbeiträge, ISBN 978-3-87437-307-4
- Ferdinand Gump und Eduard Gänswürger, Zwei Raubmörder aus dem Donaumoos, in: Farin (Hrsg.), Polizeireport, S. 40–49

#### Burgengeschichte
- Ganerbenburgen, in: Burgen in Mitteleuropa. Ein Handbuch. Deutsche Burgenvereinigung (Hrsg.), Stuttgart 1999, Bd. II, S. 39–41
- Zur Zentralisation der landesherrlichen Macht im Herzogtum Bayern auf die Residenzen München, Landshut, Straubing und Burghausen, in: Barbara Schock-Werner (Hrsg.), Zentrale Funktionen der Burg. Deutsche Burgenvereinigung, Reihe B: Schriften, Band 6, Braubach 2001, ISBN 978-3-927558-07-6, S. 73–77
- Funktion, Typologie und Geschichte früher Adelsburgen in Altbayern, in: Ferdinand Kramer/Wilhelm Störmer (Hrsg.), Hochmittelalterliche Adelsfamilien in Alt¬bayern, Franken und Schwaben (Studien zur Bayerischen Verfassungs- und Sozialgeschichte 20) München 2005, ISBN 978-3-7696-6874-2, S. 729–748
- Schengen im Mittelalter. Der militärische Wert von Burgen: Bayerns besondere Ausgestaltung des Öffnungsrechts und des Landfriedens, in: Unser Bayern 1/2012, S. 8–10

#### Zeitgeschichte
- Blut und Boden. Zur Verwaltungs- und Herrschaftsgeschichte des Reichsnährstands in Bayern, in: Hermann Rumschöttel/Walter Ziegler (Hrsg.), Staat und Gaue in der NS-Zeit. Bayern 1933–1945 (Zeitschrift für bayerische Landesgeschichte, Beiheft 21 Reihe B) München 2004, ISBN 978-3-7696-6874-2, S. 621–648
- Schuld und Sühne? Die Verfolgung von NS-Verbrechen durch oberbayerische Justizbehörden und ihre archivische Aufarbeitung im Staatsarchiv München, in: Zeitschrift für Bayerische Landesgeschichte 68 (2005), S. 1135–1171
- Die amerikanische Mililtärregierung in Bayern, in: Silvia Wimmer (Hrsg.), Die letzten und die ersten Tage. Amerikaner und Bayern begegnen sich. Ein Geschichtsbuch von Schülern für Schüler, St. Ottilien 2008, S. 8–9

#### Archivwissenschaft
- Mit Bit und Bytes regieren. Die Elektronische Vorgangsbearbeitung der Bayerischen Staatskanzlei,[12] in: Susanne Wolf (Hrsg.), Neue Entwicklungen und Erfahrungen im Bereich der Digitalen Archivierung: von der Behördenberatung zum Digitalen Archiv. 14. Tagung des Arbeitskreises „Archivierung von Unterlagen aus digitalen Systemen“ vom 1. und 2. März 2010 in München (Sonderveröffentlichungen der Staatlichen Archive Bayerns 7), München 2010, ISBN 978-3-938831-20-5, S. 6–9
- Weiße Pracht unter der Lupe. Eine Schneeforschungsstelle in Inzell beschäftigte sich einst damit, wie Schnee von Straßen optimal beseitigt werden kann. in: Unser Bayern 2 (2015), S. 9–13
- Vom Zettelkasten zur Datenbank. Verzeichnungstätigkeit im Reichsarchiv und im Bayerischen Hauptstaatsarchiv, in: Archivalische Zeitschrift 94 (2015), S. 113–131
- Großes im Kleinen. In seiner Außenstelle auf der Willibaldsburg bei Eichstätt hütet das Staatsarchiv München berühmte Architekturmodelle, in: Unser Bayern 1/2 (2017), S. 18–23.[13]
- Dem Feind zur Wehr, den Archiven zur Ehr: Bayerische Archivare im Kriegseinsatz, in: Archivalische Zeitschrift 96 (2019), S. 471–486
- Das Familienarchiv von Schiber – Ergebnis einer Leidenschaft, in Festschrift für Margit Ksoll-Marcon (Archivalische Zeitschrift 99/1), (2022), S. 43–58

#### Beiträge in Katalogen
- Zur Geschichte der Denkmalinventarisation in Bayern, in: Gerhard Hetzer / Michael Stephan (Hrsg.), Entdeckungsreise Vergangenheit. Die Anfänge der Denkmalpflege in Bayern (Ausstellungskataloge der Staatlichen Archive Bayerns Nr. 50) München 2008, S. 27–41, ISBN 978-3-937200-56-9.
- Bevölkerungswachstum contra Seelenheil. Das Ringen um die Neuorganisation der Münchener Kirchensprengel am Beginn des 19. Jahrhunderts, in: St. Ludwig in München (Ausstellungskataloge der Staatlichen Archive Bayerns Nr. 35) München 1995, S. 80–89 ISBN 978-3-921635-35-3.
- Städte am Fluss, in: Grenzen überschreiten. Bayern und Salzburg 1810–2010 (Ausstellungskataloge der Staatlichen Archive Bayerns Nr. 53) München 2010, S. 183–186, ISBN 978-3-938831-27-4
- Untersberg und Obersalzberg, mit Robert Bierschneider, in: Grenzen überschreiten. Bayern und Salzburg 1810–2010 (Ausstellungskatalog der Staatlichen Archive Bayerns Nr. 53) München 2010, S. 219–227
- Mythos Wilderei, in: WaldGeschichten. Forst und Jagd in Bayern 811-2011 (Ausstellungskataloge der Staatlichen Archive Bayerns Nr. 54), München 2011, S. 159–170, ISBN 978-3-938831-25-0
- Von der Urlandschaft zum Nationalpark – der Bayerische Wald, in: WaldGeschichten. Forst und Jagd in Bayern 811-2011 (Ausstellungskataloge der Staatlichen Archive Bayerns Nr. 54), München 2011, S. 194–201